# Johannesbad
Koordinaten: 48° 21′ 16″ N, 13° 18′ 47″ O
Die Johannesbad-Therme ist die größte Therme in Bad Füssing, im Rottaler Bäderdreieck. Die Quelle wurde 1964 von Familie Zwick erbohrt und gehört zur Johannesbad Unternehmensgruppe. Die Einweihung des Johannesbades mit der Fachklinik fand 1969 statt.

## Überblick

### Therme
Die Johannesbad-Therme mit ihrer staatlich anerkannten Heilquelle gehört mit rund 4.500 m² Wasserfläche und 13 Becken (27–39 °C) zu den größten Thermen Europas. In der Therme befinden sich unter anderem ein Vulkanbad, ein Wellenbad und ein Strömungsmassagebad. Im Freien stehen 60.000 m² Liegefläche zur Verfügung.
Eine Fachklinik mit den Schwerpunkten Orthopädie, Psychosomatik, Schmerztherapie, Osteoporose und Traditionelle chinesische Medizin befindet sich ebenfalls am Standort. Ein Rehabilitations- und Therapiezentrum unter anderem mit den Abteilungen Physiotherapie, Physikalische Therapie, Ergotherapie sowie ein Medical Fitness- und Wellnesscenter komplementieren das Angebot.

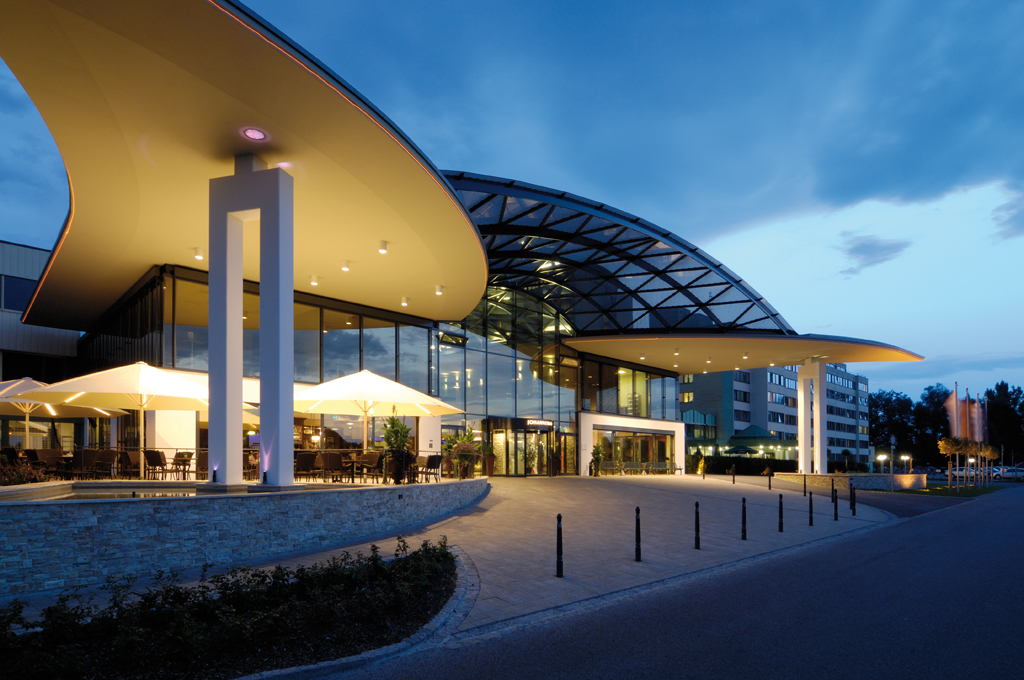
Eingangsbereich Johannesbad

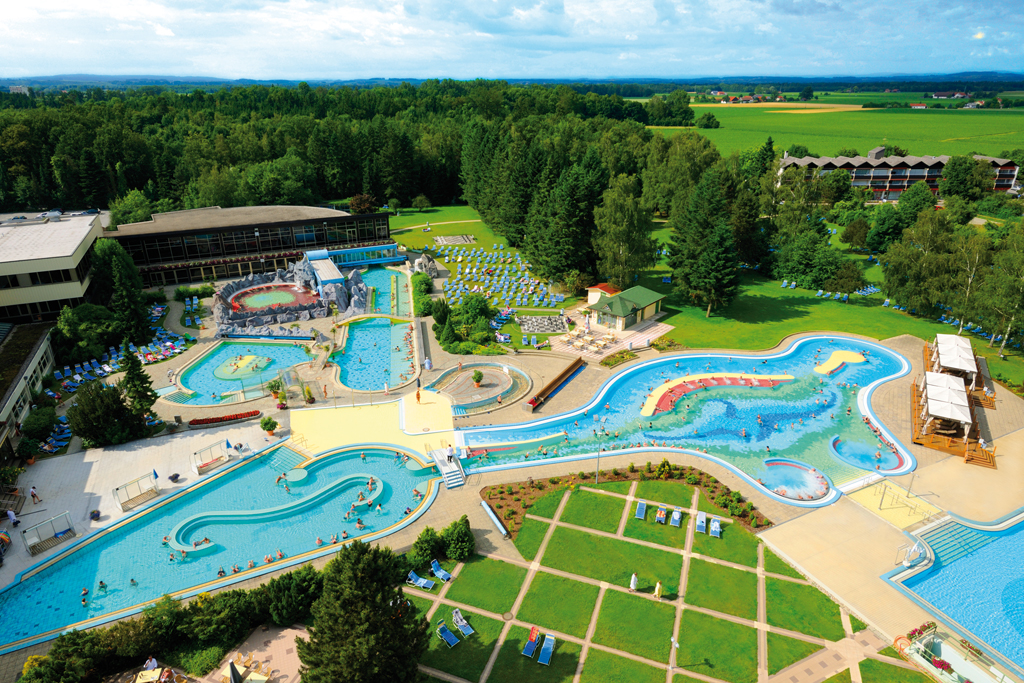
Johannesbad Therme

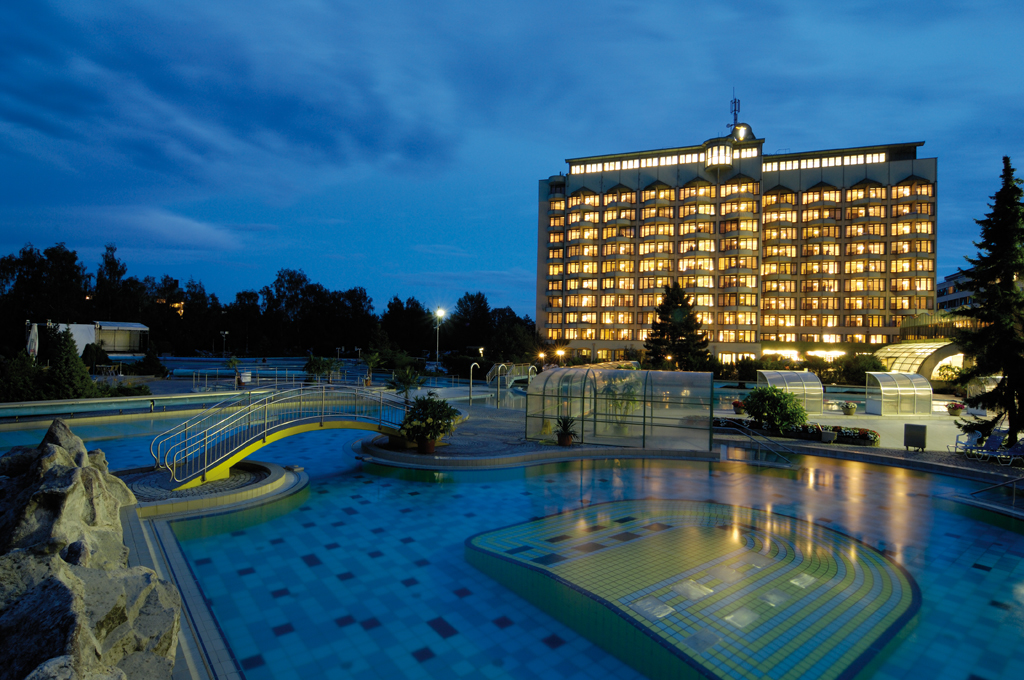
Johannesbad Fachklinik

### Saunabereich
Der Saunabereich hat eine Gesamtfläche von 800 m² mit fünf verschiedenen Saunalandschaften.

## Thermalwasser
Das Thermalwasser der Therme hat eine Quelltemperatur von 56 °C, kommt aus 1000 Metern Tiefe und hat einen pH-Wert von 7,21. Aufgrund seines hohen Anteils an speziellem Sulfidschwefel bietet das Wasser eine besondere Heilkraft bei verschiedenen Indikationen.
In einem Liter Wasser sind enthalten:
| Kationen         | Mg    |
| ---------------- | ----- |
| Natrium (Na+)    | 302,5 |
| Kalium (K+)      | 17    |
| Magnesium (Mg2+) | 3,8   |
| Calcium (Ca2+)   | 24,8  |
| Eisen (Fe2+)     | 0,16  |

| Anionen                  | Mg    |
| ------------------------ | ----- |
| Fluorid (F−)             | 6,19  |
| Chlorid (Cl−)            | 165,3 |
| Sulfat (SO42−)           | 8,04  |
| Hydrogensulfid (HS−)     | 2,8   |
| Hydrogencarbonat (HCO3−) | 611,2 |

### Indikationen und Heilwirkung
Das schwefelhaltige Thermal-Mineral-Wasser unterstützt die Regeneration bei folgenden Erkrankungen:
- Wirbelsäulenleiden
- Rheumatische Krankheiten
- Stoffwechselstörungen
- Nachbehandlung nach chirurgischen Eingriffen
- Herz-, Kreislauf- und Durchblutungsstörungen
- Lähmungen

### Gegenanzeigen
Akute Entzündungen aller Art, schwere körperliche Erschöpfungszustände (Kachexie), Infektionskrankheiten, auch tuberkulöse Prozesse (sofern nicht deren Inaktivität gesichert ist). Schwere, nicht ausgeglichene (dekompensierte) Herz- und Kreislaufkrankheiten. Zustand nach Herzinfarkt (frühestens nach 9 Monaten).